# Милицкий, Сергей Владимирович
Сергей Владимирович Милицкий (28 мая 1969, Омск — 7 декабря 2024) — военнослужащий советской и российской армии, Управления «А» Центра специального назначения ФСБ России, Оперативно-розыскного управления СЗКСиБТ ФСБ России, один из шести человек в Российской Федерации и один из двух в ФСБ России кавалер четырёх орденов Мужества, полковник. C 2012 года являлся членом Федерального политического комитета партии «Гражданская платформа».

## Биография
Родился 28 мая 1969 года в городе Омске в семье инженеров. В 1970 году семья переехала в г. Рязань.
В 1986 году, после окончания средней школы № 16, работал в Рязанском высшем воздушно-десантном командном училище.
В июне 1987 года призван для прохождения срочной службы в 16-ю бригаду специального назначения ГРУ ГШ ВС СССР, затем переведён в 38-ю десантно-штурмовую бригаду (г. Брест).
Обучался в Московском высшем общевойсковом командном училище им. Верховного Совета РСФСР. После окончания училища зачислен в Группу «А» («Альфа»), где прошёл боевой путь от лейтенанта до полковника.
В 2000 году заочно окончил Академию ФСБ России. С 2002 по 2006 год проходил обучение в заочной адъюнктуре Академии ФСБ России. В разное время проходил обучение на факультетах повышения квалификации при Академии ФСБ России. Неоднократно привлекался для чтения лекций, проведения практических занятий и тренингов в Академии ФСБ России.

## Военная служба
В октябре 1993 года во время событий у здания Верховного Совета РФ («Белого дома») входил в состав группы офицеров «Альфы», предложившей находившимся в здании людям сдаться, что помогло избежать значительных человеческих жертв среди населения.
В 1994 году во время осетино-ингушского конфликта принимал участие в охране представителя Президента Российской Федерации на территории данного региона. Перед первой Чеченской кампанией обеспечивал безопасность переговоров министра обороны РФ генерала армии П. С. Грачева с главой Чеченской Республики Ичкерия Д. Дудаевым.

Принимал участие во многих специальных операциях в период первой и второй чеченских кампаний и операциях по освобождению заложников.
- В 1995 году во время освобождения заложников в больнице в городе Будённовске получил тяжёлое ранение, потерял глаз. Этот случай описан в книге Алексея Филатова «Люди „А“» в главе, посвящённой Сергею Милицкому[1].
- В 2000 году во время проведения спецоперации по освобождению заложников в посёлке Лазаревское (Сочи), лично вёл переговоры с террористами, в результате которых они сдались.
- В 2001 году в аэропорту Минеральные Воды непосредственно вёл переговоры с бандой Султана-Саида Идиева, захватившей рейсовый автобус, что позволило подготовить проведение удачного «снайперского» штурма[2].
- Участник операций в «Норд-Осте» в г. Москве и в школе № 1 города Беслана.
- В 2008 году на Лубянской площади успешно провёл переговоры с лицом, угрожающим взрывным устройством, склонив его к сдаче, что позволило избежать взрыва в центре Москвы.

В 2009 году назначен на должность начальника направления в Оперативно-розыскном управлении Службы по защите конституционного строя и борьбы с терроризмом ФСБ России.

## Награды

### Государственные награды
- Четыре Ордена Мужества[3] (24 июля 1995 года; 21 апреля 2008 года; 7 сентября 2008 года; 6 декабря 2010 года)
- Орден «За военные заслуги» (27 апреля 2001 года)
- Две медали «За отвагу» (12 октября 2001 года; 24 июня 2005 года)
- Медаль Суворова (20 декабря 2002 года)
- Медаль «За спасение погибавших» (11 октября 2004 года)
- Медаль «В память 850-летия Москвы» (26 февраля 1997 года)

### Ведомственные награды
- Медаль ФСБ РФ «За отличие в специальных операциях» с изображением мечей (14 июля 2004 года)
- Медаль ФСБ РФ «За отличие в военной службе» 2 степени (8 декабря 2007 года)
- Медаль МО РФ «Генерал Армии Маргелов» (14 декабря 2005 года)
- Медаль Спецстроя РФ «60 лет Спецстрою России» (3 июня 2010 года)
- Медаль ГУО РФ «За отличие в воинской службе» 1 степени (12 октября 1993 года)
- Нагрудный знак ФСБ РФ «Центр специального назначения» (27 сентября 2006 года)
- Нагрудный знак МО РФ «За службу на Кавказе» (12 января 2004 года)
- Нагрудный знак ЦСН ФСБ РФ «За отличие в боевых операциях» (23 июля 2001 года)

## Политическая карьера
27 октября 2012 года в Москве на втором внеочередном съезде партии «Гражданская платформа» С. В. Милицкий избран в состав руководящего органа партии — Федерального политического комитета. В 2015 году был назначен заместителем председателя Федерального политического комитета партии.

## Смерть
Скончался 7 декабря 2024 года в возрасте 55 лет после тяжёлой болезни.